# Creuzburg–Eisenacher Graben
Der Creuzburg–Eisenacher Graben ist ein geologischer Graben bzw. eine Teil-Störungszone zwischen den Orten Creuzburg und Eisenach (beide Wartburgkreis) im Westen Thüringens. Er stellt den durch das Tal der Werra separierten Südostteil des den Ringgau teilenden Netra–Creuzburger Grabens dar.
Durch Reliefumkehr der Härtlinge bedingt handelt es sich von seinem Höhenprofil her um einen submontanen Höhenzug (Reliefenergie um 200 Meter), der den Ringgau nach Südosten fortsetzt und fließend in seine etwa gleich hohe Umrahmung aus Muschelkalk übergeht.

## Lage
Das Gebiet des Creuzburg–Eisenacher Grabens wird nach Norden und Westen durch das Tal der Werra flussabwärts von Mihla über Creuzburg bis Hörschel begrenzt und nach Süden durch die Hörsel im Eisenacher Stadtgebiet.
Der Steingraben flankiert den nördlichen Kern-Höhenzug mit Mihlberg und Hohleite nach Nordosten, die Madel bei Krauthausen und Madelungen trennt in Ost-West-Richtung die beiden Kern-Höhenzüge, der Michelsbach trennt den südlichen mit Moseberg und Karlskuppe nach Osten vom Wartenberg und die Nesse separiert den sich südöstlich anschließenden Petersberg.

## Naturräumliche Gliederung
Der Creuzburg–Eisenacher Graben war im Handbuch der naturräumlichen Gliederung Deutschlands (6. Lieferung 1959) ursprünglich der Haupteinheit Westthüringer Berg- und Hügelland (481) zugerechnet worden und wird vom BfN bis heute dorthin gezählt.
Im Einzelblatt Kassel, in dem das Gebiet in drei Unter-Naturräume untergliedert wird, wurde das Gebiet demgegenüber dem Ringgau zugeordnet. Dort sieht die Zuordnung wie folgt aus:
- (zu 483 Ringgau–Hainich–Obereichsfeld–Dün–Hainleite)
  - (zu 483.4 Ringgau)
    - 483.45–47 Creuzburg–Eisenacher Graben
      - 483.45 Stedtfelder Platte
      - 483.46 Creuzburg–Eisenacher Senke
      - 483.47 Mihlaer Hochfläche

Mit Stedtfelder Platte wird der Muschelkalk-Rücken von der Karlskuppe zum Hörschelberg im Süden bezeichnet, mit Mihlaer Hochfläche das Muschelkalk-Plateau um den Mihlberg im Norden und mit Creuzburg–Eisenacher Senke die zentrale Senke inklusive der Härtlinge beiderseits der Madel.
Auffälligerweise wird die Ostgrenze der Ringgau-Haupteinheit so weit nach Osten verlagert, dass sie nicht mehr auf den Blättern Kassel und Fulda (reichen bis 10°20' östlicher Länge) erscheint, obwohl das zentrale Keuperbecken des Westthüringer Berg- und Hügellandes erkennbar weiter nach Westen reicht. Offenbar wurde bewusst vermieden, diese Haupteinheit „anzubrechen“, nachdem das Bundesinstitut für Landeskunde bereits vor dem Erscheinungsjahr beider Blätter (1969) das Vorhaben, auch das Gebiet der damaligen DDR zu kartieren, aufgegeben hatte, da eine zeitnahe Wiedervereinigung beider deutscher Staaten zu jenem Zeitpunkt unwahrscheinlich erschienen war.
Entsprechend sind die Zuordnungen und Ostgrenzen mit Vorsicht zu genießen. Egal, ob man den Naturraum zum Ringgau oder zur sich östlich anschließenden Beckenlandschaft rechnet, liegt die anzunehmende Ostgrenze in etwa dort, wo die – nach abweichendem System klassifizierende – Thüringer Landesanstalt für Umwelt und Geologie (TLUG) die Einheit Werrabergland–Hörselberge ins Innerthüringer Acker-Hügelland übergehen lässt.

## Geologie und Geomorphologie

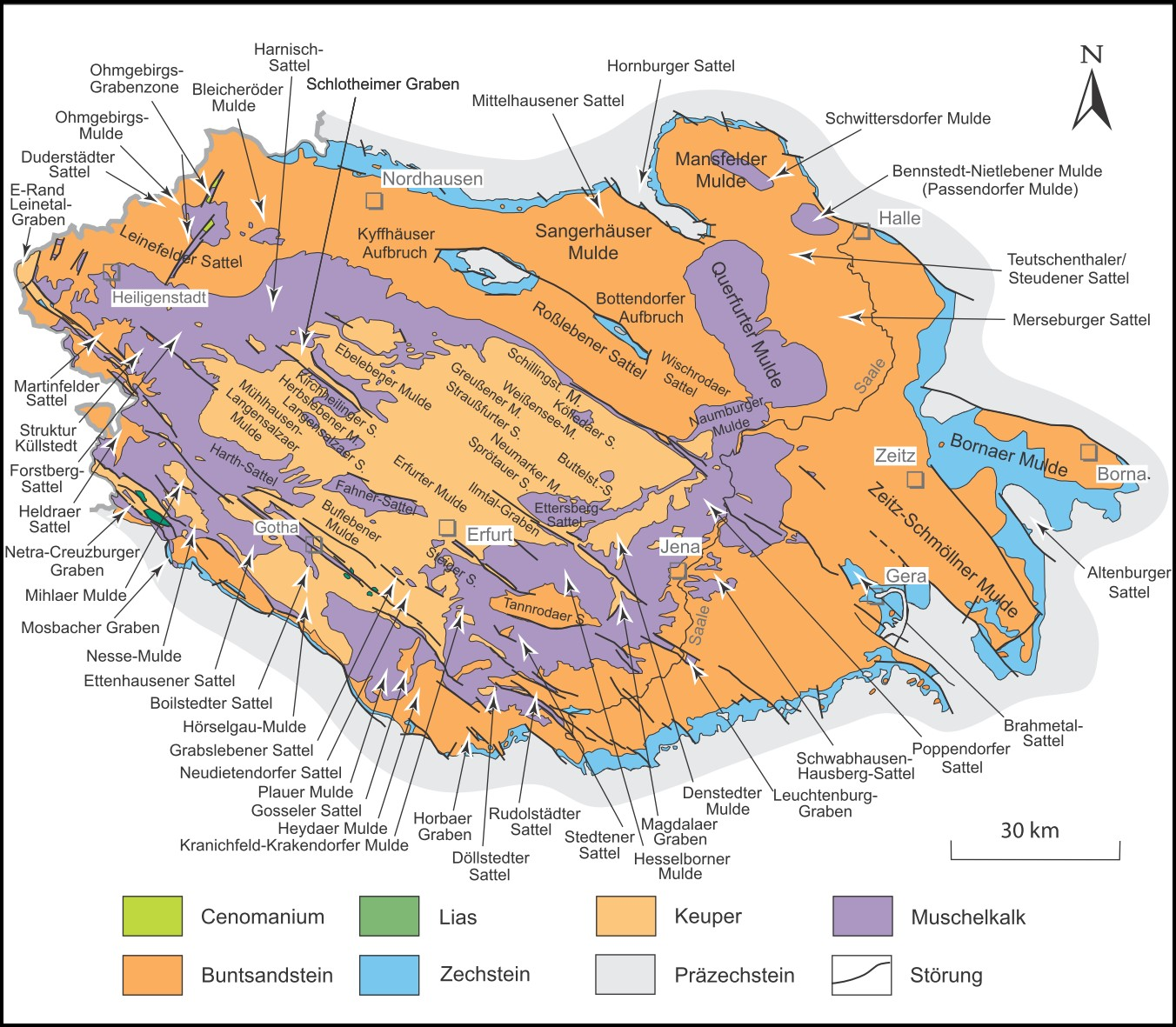
Geologische Struktur im Bereich des Thüringer Beckens mit dem Netra–Creuzburger Graben im Westen

Beim Netra–Creuzburger Graben, dessen Südostteil der Creuzburg–Eisenacher Graben darstellt, handelt es sich um eine hercynisch, d. h. von Nordwesten nach Südosten verlaufende Störungszone. Anders als beim die Täler von Ifta und Netra flankierenden, westlich der Werra gelegenen Hauptteil des Grabens bleibt im hiesigen Teil der orographische Graben allerdings auf das schmale Tal der Madel zwischen Madelungen und Krauthausen beschränkt, während die Härtlinge an den Grabenflanken durch Reliefumkehr zu Bergen geworden sind, die nach Norden, Süden und Südosten fließend in den Muschelkalk der umgehenden Höhenzüge übergehen. In den Härtlingen finden sich Vorkommen von im Bereich des Thüringer Beckens seltenen Rhät- und Liassandsteinen.
Im Norden liegt das kleine Muschelkalk-Plateau des Mihlbergs (378 m) östlich Creuzburgs genau auf der südöstlichen Verlängerung des an der Rabenkuppe 514,8 m hohen Nördlichen Ringgau. Jenseits seiner Süd(west)flanke löst sich der Höhenzug, bei vergleichbarer Höhenlage, aber bewegterem Relief, in die stellenweise steilen Einzelkuppen Schlierberg (362,6 m, Creuzburg), Hohleite (385,8 m, Krauthausen) und Eichelberg (334,9 m, Eisenach) auf, bis die Höhenlage an der Madel schroff auf etwa 235 m sinkt.
Analoges im Süden:
Der schmale Rücken vom Hörschelberg (324,6 m) zur Karlskuppe (377,1 m) auf der südöstlichen Verlängerung des an der Boyneburg 513 m hohen Südlichen Ringgaus wird nördlich der Karlskuppe nur von der etwa 300 Meter hoch gelegenen ehemaligen Trasse der A 4 von der nach Norden sehr steilen Härtlingskuppe des Mosebergs (364,3 m) getrennt.
Die Neutrassierung der A 4, welche inzwischen am Nordhang des Mosebergs vorbei führt, brachte Anfang des 21. Jahrhunderts reichhaltige geologische Erkenntnisse über die Verläufe der Einzelstörungen und die Beschaffenheiten der Gesteinsschichten zutage.
Über den Wartenberg (333,2 m) laufen zum Petersberg (344,2 m) alle Störungslinien zusammen und nach Südosten aus. Sein Muschelkalk verlängert sowohl den des Nördlichen Ringgaus nebst Mihlberg als auch den des Südlichen nebst Karlskuppe.
Orographisch würde man den durch das Mündungsdreieck der Nesse in die Hörsel (um 215 m ü. NHN) von den westlich benachbarten Höhenzügen gut separierten Petersberg eher als westlichen Sporn der Hörselberge einstufen, von denen ihn nur die ehemalige Trasse der A 4 (um 280 m) trennt.

## Berge
Zu den wichtigsten Bergen des Creuzburg–Eisenacher Grabens und seiner Flanken, die sich grob in Härtlinge mit Reliefumkehr und Muschelkalk-Höhenzüge aufteilen, gehören:
(In Klammern je die Lage und die Höhe über NHN und das anstehende Gestein; Berge und Gipfel, die ein und demselben orographischen Höhenzug angehören, sind zusammengefasst und im Falle geringer Schartenhöhe dem höheren Nachbarn untergeordnet.)
- Nördlicher Kern-Höhenzug (zwischen der Madel bei Krauthausen und Madelungen im Süden und Südwesten, der Werra bei Creuzburg im Nordwesten und dem Steingraben im Nordosten)
  - Hohleite (385,8 m, Härtling)
    - Schlierberg (363 m, Härtling) – Nordwestausläufer
    - Eichelberg (335 m, Härtling) – Südausläufer

  - Mihlberg (378 m, Muschelkalk) – Norden des Höhenzuges
- Südlicher Kern-Höhenzug (nordwestlich Eisenachs) zwischen der Hörsel im Süden und Südwesten, der Werra im Nordwesten, der Madel bei Krauthausen im Norden und dem Michelsbach im Südosten

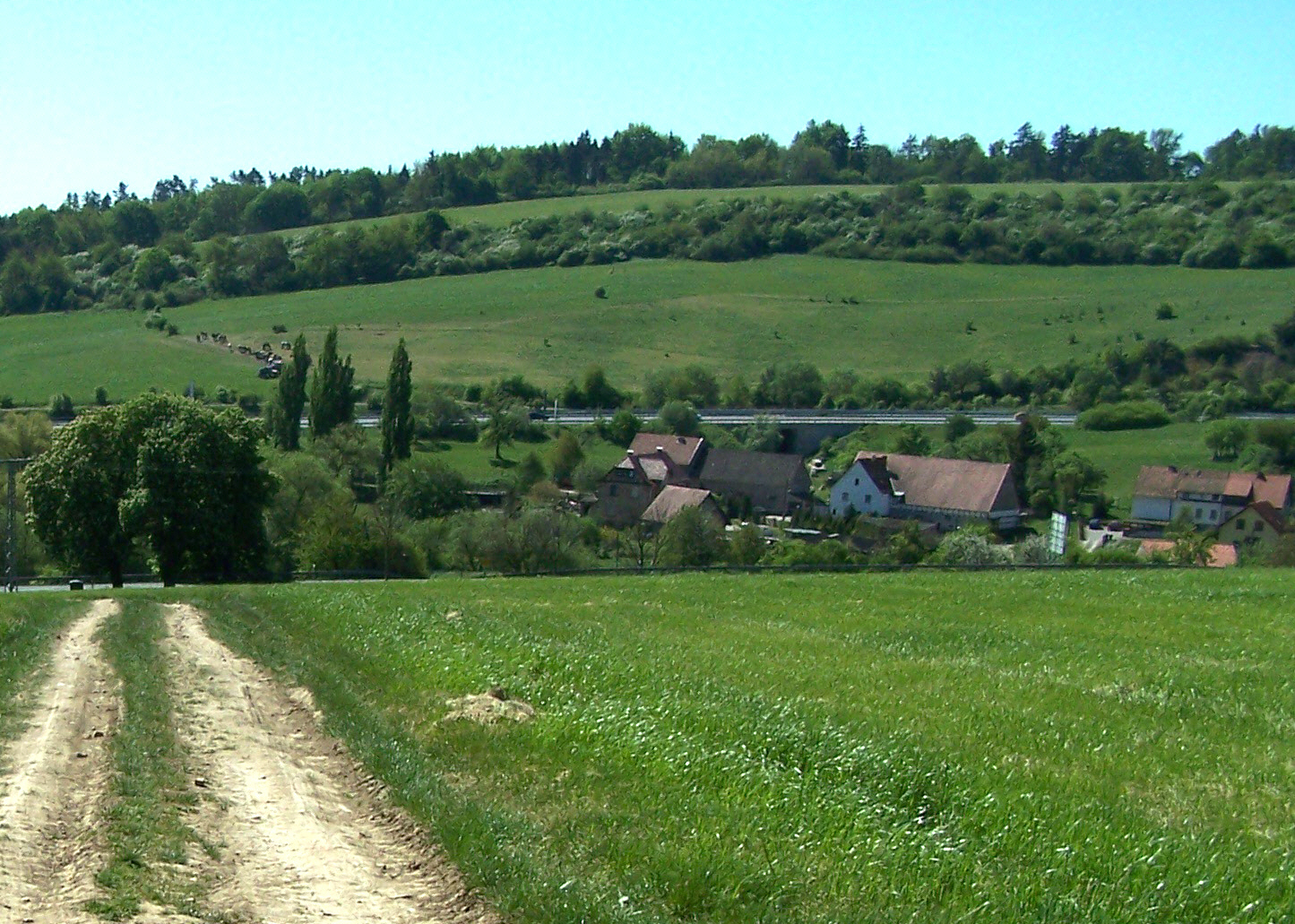
Karlskuppe

- - Karlskuppe (377 m) – höchster Gipfel eines zur Werra hin auslaufenden Muschelkalk-Rückens
    - Stedtfelder Berg (348 m) – Nordwestausläufer
    - Hörschelberg (325 m) – äußerster Nordwestausläufer

  - Moseberg (364 m, Härtling) – nördlich der Karlskuppe

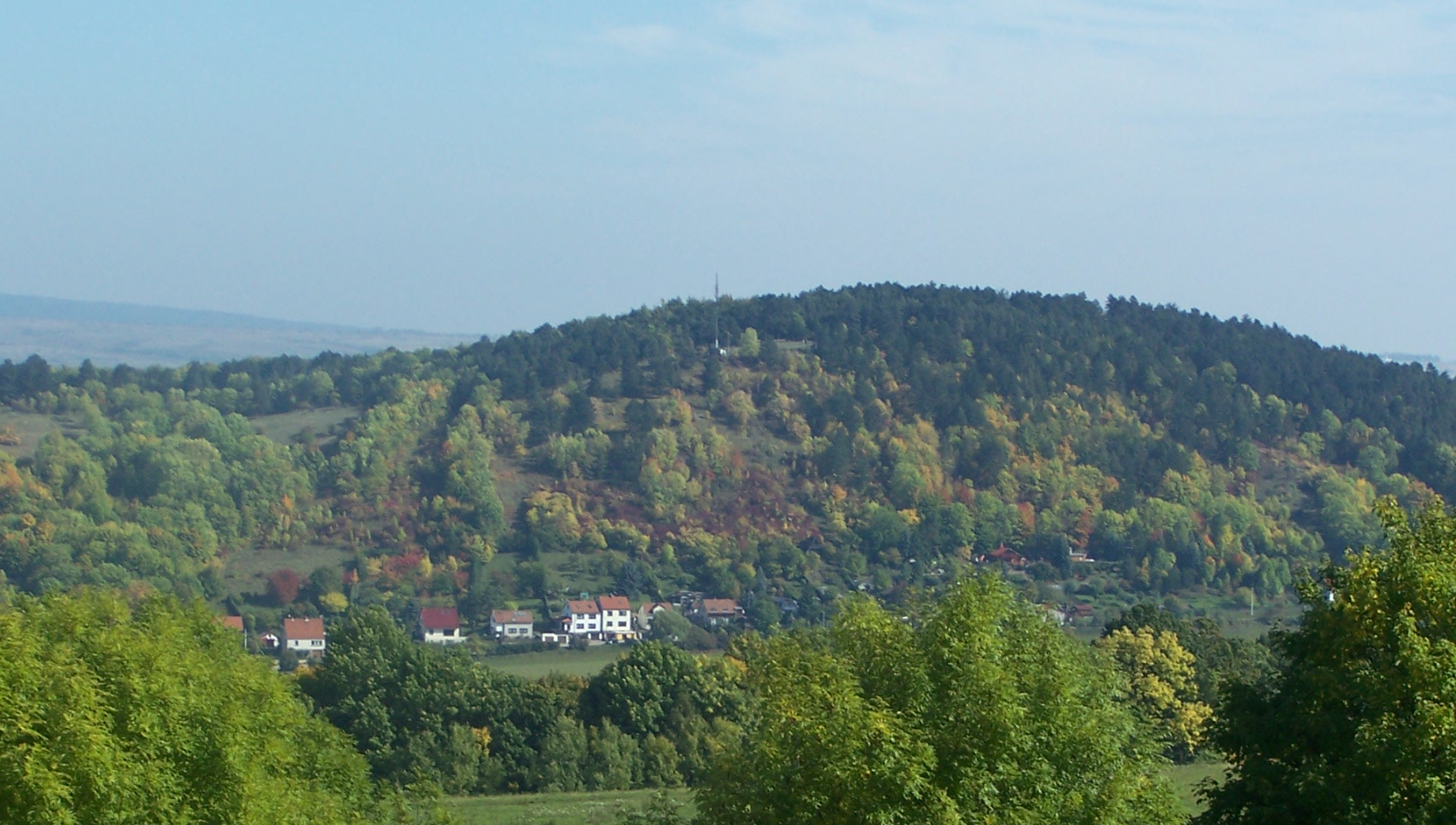
Petersberg

- Petersberg (344 m, Muschelkalk) – westlicher Sporn der Hörselberge, in den der Creuzburg–Eisenacher Graben nach Südosten ausläuft; im Mündungsdreieck der Nesse in die Hörsel, Südosten Eisenachs
  - Hammelsberg (331 m) – Südostausläufer
- Wartenberg (333,2 m, Muschelkalk) – im Viereck zwischen Nesse, Hörsel und Michelsbach